# Coupe de la Ligue 2018/19
De Coupe de la Ligue 2018/19 was de 25ste editie van dit Franse voetbalbekertoernooi. Het aantal deelnemers betrof deze editie 44 clubs. De competitie begon op 14 augustus 2018 en eindigde met de finale op zaterdag 30 maart 2019 in het Stade Pierre-Mauroy in Villeneuve-d'Ascq. De titelhouder was Paris Saint-Germain.

## Eerste Ronde
De wedstrijden in de eerste ronde vond plaats op 14 augustus 2018.
|                        |           |              |          |                                                                                                |
| 14 augustus 2018 18:30 | Tours (3) | 0–1          | Lens (2) | Stadion: Stade de la Vallée du Cher, Tours Toeschouwers: 3,551 Scheidsrechter: Romain Lissorgu |
| 14 augustus 2018 18:30 |           | Sagnan 90+3' |          | Stadion: Stade de la Vallée du Cher, Tours Toeschouwers: 3,551 Scheidsrechter: Romain Lissorgu |
| 14 augustus 2018 18:30 |           |              |          | Stadion: Stade de la Vallée du Cher, Tours Toeschouwers: 3,551 Scheidsrechter: Romain Lissorgu |
| 14 augustus 2018 18:30 |           |              |          | Stadion: Stade de la Vallée du Cher, Tours Toeschouwers: 3,551 Scheidsrechter: Romain Lissorgu |
|                        |           |              |          |                                                                                                |

|                        |                        |     |                    |                                                                                            |
| 14 augustus 2018 20:00 | Le Havre (2)           | 2–0 | Bourg-Péronnas (3) | Stadion: Stade Océane, Le Havre Toeschouwers: 3,712 Scheidsrechter: Alexandre Perreau Niel |
| 14 augustus 2018 20:00 | Thiaré 15', 63' (pen.) |     |                    | Stadion: Stade Océane, Le Havre Toeschouwers: 3,712 Scheidsrechter: Alexandre Perreau Niel |
| 14 augustus 2018 20:00 |                        |     |                    | Stadion: Stade Océane, Le Havre Toeschouwers: 3,712 Scheidsrechter: Alexandre Perreau Niel |
| 14 augustus 2018 20:00 |                        |     |                    | Stadion: Stade Océane, Le Havre Toeschouwers: 3,712 Scheidsrechter: Alexandre Perreau Niel |
|                        |                        |     |                    |                                                                                            |

|                        |                |     |              |                                                                                      |
| 14 augustus 2018 20:00 | Nancy (2)      | 1–0 | Red Star (2) | Stadion: Stade Marcel Picot, Nancy Toeschouwers: 7,891 Scheidsrechter: William Lavis |
| 14 augustus 2018 20:00 | Bassouamina 1' |     |              | Stadion: Stade Marcel Picot, Nancy Toeschouwers: 7,891 Scheidsrechter: William Lavis |
| 14 augustus 2018 20:00 |                |     |              | Stadion: Stade Marcel Picot, Nancy Toeschouwers: 7,891 Scheidsrechter: William Lavis |
| 14 augustus 2018 20:00 |                |     |              | Stadion: Stade Marcel Picot, Nancy Toeschouwers: 7,891 Scheidsrechter: William Lavis |
|                        |                |     |              |                                                                                      |

|                        |                                |     |              |                                                                                          |
| 14 augustus 2018 20:00 | Metz (2)                       | 2–1 | Grenoble (2) | Stadion: Stade Saint-Symphorien, Metz Toeschouwers: 9,494 Scheidsrechter: Mehdi Mokhtari |
| 14 augustus 2018 20:00 | Niane 71' (pen.), 90+5' (pen.) |     | Chergui 17'  | Stadion: Stade Saint-Symphorien, Metz Toeschouwers: 9,494 Scheidsrechter: Mehdi Mokhtari |
| 14 augustus 2018 20:00 |                                |     |              | Stadion: Stade Saint-Symphorien, Metz Toeschouwers: 9,494 Scheidsrechter: Mehdi Mokhtari |
| 14 augustus 2018 20:00 |                                |     |              | Stadion: Stade Saint-Symphorien, Metz Toeschouwers: 9,494 Scheidsrechter: Mehdi Mokhtari |
|                        |                                |     |              |                                                                                          |

|                        |                    |     |                                | |
| 14 augustus 2018 20:00 | Quevilly-Rouen (3) | 1–2 | Troyes (2)                     | Stadion: Stade Amable-et-Micheline-Lozai, Le Petit-Quevilly Toeschouwers: 1,264 Scheidsrechter: Aurélien Petit |
| 14 augustus 2018 20:00 | Rogie 30'          |     | Tchimbenbe 42' Raveloson 45+1' | Stadion: Stade Amable-et-Micheline-Lozai, Le Petit-Quevilly Toeschouwers: 1,264 Scheidsrechter: Aurélien Petit |
| 14 augustus 2018 20:00 |                    |     |                                | Stadion: Stade Amable-et-Micheline-Lozai, Le Petit-Quevilly Toeschouwers: 1,264 Scheidsrechter: Aurélien Petit |
| 14 augustus 2018 20:00 |                    |     |                                | Stadion: Stade Amable-et-Micheline-Lozai, Le Petit-Quevilly Toeschouwers: 1,264 Scheidsrechter: Aurélien Petit |
|                        |                    |     |                                | |

|                        |                                  |              |                         |                                                                                       |
| 14 augustus 2018 20:00 | Paris FC (2)                     | 0–0 3–4 pen. | AC Ajaccio (2)          | Stadion: Stade Charléty, Parijs Toeschouwers: 1,820 Scheidsrechter: Faouzi Benchabane |
| 14 augustus 2018 20:00 |                                  |              |                         | Stadion: Stade Charléty, Parijs Toeschouwers: 1,820 Scheidsrechter: Faouzi Benchabane |
| 14 augustus 2018 20:00 | Strafschoppen                    |              |                         | Stadion: Stade Charléty, Parijs Toeschouwers: 1,820 Scheidsrechter: Faouzi Benchabane |
| 14 augustus 2018 20:00 | Gbelle Azevedo Kouamé López Bong |              | Mendes Nouri Laçi Cabit | Stadion: Stade Charléty, Parijs Toeschouwers: 1,820 Scheidsrechter: Faouzi Benchabane |
|                        |                                  |              |                         |                                                                                       |

|                        |                 |     |           |                                                                                                 |
| 14 augustus 2018 20:00 | Châteauroux (2) | 1–0 | Niort (2) | Stadion: Stade Gaston Petit, Châteauroux Toeschouwers: 2,317 Scheidsrechter: Benjamin Lepaysant |
| 14 augustus 2018 20:00 | Livolant 25'    |     |           | Stadion: Stade Gaston Petit, Châteauroux Toeschouwers: 2,317 Scheidsrechter: Benjamin Lepaysant |
| 14 augustus 2018 20:00 |                 |     |           | Stadion: Stade Gaston Petit, Châteauroux Toeschouwers: 2,317 Scheidsrechter: Benjamin Lepaysant |
| 14 augustus 2018 20:00 |                 |     |           | Stadion: Stade Gaston Petit, Châteauroux Toeschouwers: 2,317 Scheidsrechter: Benjamin Lepaysant |
|                        |                 |     |           |                                                                                                 |

|                        |                                                         |              |                                                    |                                                                                           |
| 14 augustus 2018 20:00 | Orléans (2)                                             | 1–1 6–5 pen. | AS Béziers (2)                                     | Stadion: Stade de la Source, Orléans Toeschouwers: 2,186 Scheidsrechter: Yohann Rouinsard |
| 14 augustus 2018 20:00 | Ziani 80' (pen.)                                        |              | Sidibé 19'                                         | Stadion: Stade de la Source, Orléans Toeschouwers: 2,186 Scheidsrechter: Yohann Rouinsard |
| 14 augustus 2018 20:00 | Strafschoppen                                           |              |                                                    | Stadion: Stade de la Source, Orléans Toeschouwers: 2,186 Scheidsrechter: Yohann Rouinsard |
| 14 augustus 2018 20:00 | Bouby Le Tallec Tell El Khoumisti Ziani Demoncy Furtado |              | Elissalt Nouri Etou Sidibé Sissoko Cidinho Lingani | Stadion: Stade de la Source, Orléans Toeschouwers: 2,186 Scheidsrechter: Yohann Rouinsard |
|                        |                                                         |              |                                                    |                                                                                           |

|                        |                              |     |                     |                                                                                                 |
| 14 augustus 2018 20:00 | Auxerre (2)                  | 3–1 | Gazélec Ajaccio (2) | Stadion: Stade de l'Abbé-Deschamps, Auxerre Toeschouwers: 4,454 Scheidsrechter: Sylvain Palhies |
| 14 augustus 2018 20:00 | Mancini 40', 49' Bizet 90+3' |     | Gomis 45+1' (pen.)  | Stadion: Stade de l'Abbé-Deschamps, Auxerre Toeschouwers: 4,454 Scheidsrechter: Sylvain Palhies |
| 14 augustus 2018 20:00 |                              |     |                     | Stadion: Stade de l'Abbé-Deschamps, Auxerre Toeschouwers: 4,454 Scheidsrechter: Sylvain Palhies |
| 14 augustus 2018 20:00 |                              |     |                     | Stadion: Stade de l'Abbé-Deschamps, Auxerre Toeschouwers: 4,454 Scheidsrechter: Sylvain Palhies |
|                        |                              |     |                     |                                                                                                 |

|                        |           |                                |              |                                                                                               |
| 14 augustus 2018 20:00 | Laval (3) | 0–3                            | Clermont (2) | Stadion: Stade Francis Le Basser, Laval Toeschouwers: 2,811 Scheidsrechter: Bartolomeu Varela |
| 14 augustus 2018 20:00 |           | Pereira Lage 26', 51' Bayo 62' |              | Stadion: Stade Francis Le Basser, Laval Toeschouwers: 2,811 Scheidsrechter: Bartolomeu Varela |
| 14 augustus 2018 20:00 |           |                                |              | Stadion: Stade Francis Le Basser, Laval Toeschouwers: 2,811 Scheidsrechter: Bartolomeu Varela |
| 14 augustus 2018 20:00 |           |                                |              | Stadion: Stade Francis Le Basser, Laval Toeschouwers: 2,811 Scheidsrechter: Bartolomeu Varela |
|                        |           |                                |              |                                                                                               |

|                        |                                            |              |                                               |                                                                                              |
| 14 augustus 2018 20:00 | Sochaux (2)                                | 1–1 3–4 pen. | Brest (2)                                     | Stadion: Stade Auguste Bonal, Montbéliard Toeschouwers: 5,887 Scheidsrechter: Romain Delpech |
| 14 augustus 2018 20:00 | Chardonnet 73' (e.d.)                      |              | Autret 25'                                    | Stadion: Stade Auguste Bonal, Montbéliard Toeschouwers: 5,887 Scheidsrechter: Romain Delpech |
| 14 augustus 2018 20:00 | Strafschoppen                              |              |                                               | Stadion: Stade Auguste Bonal, Montbéliard Toeschouwers: 5,887 Scheidsrechter: Romain Delpech |
| 14 augustus 2018 20:00 | Robinet Gomes Demirović Nando Sané Pendant |              | Autret Chardonnet Butin Pi Charbonnier Diallo | Stadion: Stade Auguste Bonal, Montbéliard Toeschouwers: 5,887 Scheidsrechter: Romain Delpech |
|                        |                                            |              |                                               |                                                                                              |

|                        |                  |             |             |                                                                                             |
| 14 augustus 2018 20:45 | Valenciennes (2) | 0–1         | Lorient (2) | Stadion: Stade du Hainaut, Valenciennes Toeschouwers: 4,735 Scheidsrechter: Bastien Dechepy |
| 14 augustus 2018 20:45 |                  | Edjouma 26' |             | Stadion: Stade du Hainaut, Valenciennes Toeschouwers: 4,735 Scheidsrechter: Bastien Dechepy |
| 14 augustus 2018 20:45 |                  |             |             | Stadion: Stade du Hainaut, Valenciennes Toeschouwers: 4,735 Scheidsrechter: Bastien Dechepy |
| 14 augustus 2018 20:45 |                  |             |             | Stadion: Stade du Hainaut, Valenciennes Toeschouwers: 4,735 Scheidsrechter: Bastien Dechepy |
|                        |                  |             |             |                                                                                             |

## Tweede Ronde
De wedstrijden in tweede ronde vonden plaats op 28 augustus 2018.
|                        |                |             |             |                                                                                         |
| 28 augustus 2018 18:30 | AC Ajaccio (2) | 0–1         | Lorient (2) | Stadion: Stade François Coty, Ajaccio Toeschouwers: 1,467 Scheidsrechter: Benoît Millot |
| 28 augustus 2018 18:30 |                | Courtet 21' |             | Stadion: Stade François Coty, Ajaccio Toeschouwers: 1,467 Scheidsrechter: Benoît Millot |
| 28 augustus 2018 18:30 |                |             |             | Stadion: Stade François Coty, Ajaccio Toeschouwers: 1,467 Scheidsrechter: Benoît Millot |
| 28 augustus 2018 18:30 |                |             |             | Stadion: Stade François Coty, Ajaccio Toeschouwers: 1,467 Scheidsrechter: Benoît Millot |
|                        |                |             |             |                                                                                         |

|                        |                                                            |              |                                                         |                                                                                     |
| 28 augustus 2018 20:00 | Le Havre (2)                                               | 3–3 6–5 pen. | Brest (2)                                               | Stadion: Stade Océane, Le Havre Toeschouwers: 3,663 Scheidsrechter: Sylvain Palhies |
| 28 augustus 2018 20:00 | Gory 20', 35' Moussiti-Oko 49'                             |              | Chardonnet 66' Autret 67' Castelletto 70'               | Stadion: Stade Océane, Le Havre Toeschouwers: 3,663 Scheidsrechter: Sylvain Palhies |
| 28 augustus 2018 20:00 | Strafschoppen                                              |              |                                                         | Stadion: Stade Océane, Le Havre Toeschouwers: 3,663 Scheidsrechter: Sylvain Palhies |
| 28 augustus 2018 20:00 | Mayembo Basque Ferhat Özdemir Moussiti-Oko Lekhal Assifuah |              | Autret Chardonnet Butin Belkebla Charbonnier Pi Bernard | Stadion: Stade Océane, Le Havre Toeschouwers: 3,663 Scheidsrechter: Sylvain Palhies |
|                        |                                                            |              |                                                         |                                                                                     |

|                        |                                |              |                                         |                                                                                          |
| 28 augustus 2018 20:00 | Nancy (2)                      | 1–1 3–5 pen. | Orléans (2)                             | Stadion: Stade Marcel Picot, Nancy Toeschouwers: 7,296 Scheidsrechter: Faouzi Benchabane |
| 28 augustus 2018 20:00 | Bassouamina 75'                |              | Demoncy 60'                             | Stadion: Stade Marcel Picot, Nancy Toeschouwers: 7,296 Scheidsrechter: Faouzi Benchabane |
| 28 augustus 2018 20:00 | Strafschoppen                  |              |                                         | Stadion: Stade Marcel Picot, Nancy Toeschouwers: 7,296 Scheidsrechter: Faouzi Benchabane |
| 28 augustus 2018 20:00 | Dalé Muratori Marchetti Diagne |              | Bouby Demoncy Tell Monfray El Khoumisti | Stadion: Stade Marcel Picot, Nancy Toeschouwers: 7,296 Scheidsrechter: Faouzi Benchabane |
|                        |                                |              |                                         |                                                                                          |

|                        |                            |     |                 |                                                                                               |
| 28 augustus 2018 20:00 | Auxerre (2)                | 2–1 | Châteauroux (2) | Stadion: Stade de l'Abbé-Deschamps, Auxerre Toeschouwers: 4,281 Scheidsrechter: William Lavis |
| 28 augustus 2018 20:00 | Souprayen 38' Marcelin 53' |     | Diarra 23'      | Stadion: Stade de l'Abbé-Deschamps, Auxerre Toeschouwers: 4,281 Scheidsrechter: William Lavis |
| 28 augustus 2018 20:00 |                            |     |                 | Stadion: Stade de l'Abbé-Deschamps, Auxerre Toeschouwers: 4,281 Scheidsrechter: William Lavis |
| 28 augustus 2018 20:00 |                            |     |                 | Stadion: Stade de l'Abbé-Deschamps, Auxerre Toeschouwers: 4,281 Scheidsrechter: William Lavis |
|                        |                            |     |                 |                                                                                               |

|                        |                                     |     |              |                                                                                       |
| 28 augustus 2018 20:00 | Troyes (2)                          | 3–1 | Clermont (2) | Stadion: Stade de l'Aube, Troyes Toeschouwers: 2,805 Scheidsrechter: Yohann Rouinsard |
| 28 augustus 2018 20:00 | Ben Saada 10' Tinhan 49' Mbeumo 66' |     | Ogier 65'    | Stadion: Stade de l'Aube, Troyes Toeschouwers: 2,805 Scheidsrechter: Yohann Rouinsard |
| 28 augustus 2018 20:00 |                                     |     |              | Stadion: Stade de l'Aube, Troyes Toeschouwers: 2,805 Scheidsrechter: Yohann Rouinsard |
| 28 augustus 2018 20:00 |                                     |     |              | Stadion: Stade de l'Aube, Troyes Toeschouwers: 2,805 Scheidsrechter: Yohann Rouinsard |
|                        |                                     |     |              |                                                                                       |

|                        |                          |              |                                    |                                                                                          |
| 28 augustus 2018 20:45 | Lens (2)                 | 1–1 3–5 pen. | Metz (2)                           | Stadion: Stade Bollaert-Delelis, Lens Toeschouwers: 14,963 Scheidsrechter: Olivier Thual |
| 28 augustus 2018 20:45 | Ba 86'                   |              | Jallow 45'                         | Stadion: Stade Bollaert-Delelis, Lens Toeschouwers: 14,963 Scheidsrechter: Olivier Thual |
| 28 augustus 2018 20:45 | Strafschoppen            |              |                                    | Stadion: Stade Bollaert-Delelis, Lens Toeschouwers: 14,963 Scheidsrechter: Olivier Thual |
| 28 augustus 2018 20:45 | Ba Fortuné Chouiar Gomis |              | Niane Gakpa Balliu Rivierez Diallo | Stadion: Stade Bollaert-Delelis, Lens Toeschouwers: 14,963 Scheidsrechter: Olivier Thual |
|                        |                          |              |                                    |                                                                                          |

## Derde Ronde
De wedstrijden in de derde ronde vonden plaats tussen 30 oktober en 27 november 2018.
|                       |                 |                                    |            |                                                                                            |
| 30 oktober 2018 18:45 | Montpellier (1) | 0–3                                | Nantes (1) | Stadion: Stade de la Mosson, Montpellier Toeschouwers: 6,774 Scheidsrechter: Olivier Thual |
| 30 oktober 2018 18:45 |                 | Coulibaly 58' Waris 80' Sala 90+4' |            | Stadion: Stade de la Mosson, Montpellier Toeschouwers: 6,774 Scheidsrechter: Olivier Thual |
| 30 oktober 2018 18:45 |                 |                                    |            | Stadion: Stade de la Mosson, Montpellier Toeschouwers: 6,774 Scheidsrechter: Olivier Thual |
| 30 oktober 2018 18:45 |                 |                                    |            | Stadion: Stade de la Mosson, Montpellier Toeschouwers: 6,774 Scheidsrechter: Olivier Thual |
|                       |                 |                                    |            |                                                                                            |

|                       |                        |     |           |                                                                                                |
| 30 oktober 2018 21:05 | Strasbourg (1)         | 2–0 | Lille (1) | Stadion: Stade de la Meinau, Strasbourg Toeschouwers: 16,821 Scheidsrechter: Hakim Ben El Hadj |
| 30 oktober 2018 21:05 | Fofana 13' Liénard 81' |     |           | Stadion: Stade de la Meinau, Strasbourg Toeschouwers: 16,821 Scheidsrechter: Hakim Ben El Hadj |
| 30 oktober 2018 21:05 |                        |     |           | Stadion: Stade de la Meinau, Strasbourg Toeschouwers: 16,821 Scheidsrechter: Hakim Ben El Hadj |
| 30 oktober 2018 21:05 |                        |     |           | Stadion: Stade de la Meinau, Strasbourg Toeschouwers: 16,821 Scheidsrechter: Hakim Ben El Hadj |
|                       |                        |     |           |                                                                                                |

|                       |                                    |     |                                |                                                                                       |
| 31 oktober 2018 18:45 | Nice (1)                           | 3–2 | Auxerre (2)                    | Stadion: Allianz Riviera, Nice Toeschouwers: 15,701 Scheidsrechter: Bartolomeu Varela |
| 31 oktober 2018 18:45 | Maolida 16' Walter 41', 80' (pen.) |     | Dugimont 29' Philippoteaux 82' | Stadion: Allianz Riviera, Nice Toeschouwers: 15,701 Scheidsrechter: Bartolomeu Varela |
| 31 oktober 2018 18:45 |                                    |     |                                | Stadion: Allianz Riviera, Nice Toeschouwers: 15,701 Scheidsrechter: Bartolomeu Varela |
| 31 oktober 2018 18:45 |                                    |     |                                | Stadion: Allianz Riviera, Nice Toeschouwers: 15,701 Scheidsrechter: Bartolomeu Varela |
|                       |                                    |     |                                |                                                                                       |

|                       |             |     |                           |                                                                                             |
| 31 oktober 2018 21:05 | Metz (2)    | 1–2 | Amiens (1)                | Stadion: Stade Saint-Symphorien, Metz Toeschouwers: 5,220 Scheidsrechter: Nicolas Rainville |
| 31 oktober 2018 21:05 | Rivière 70' |     | Niane 5' (e.d.) Otero 72' | Stadion: Stade Saint-Symphorien, Metz Toeschouwers: 5,220 Scheidsrechter: Nicolas Rainville |
| 31 oktober 2018 21:05 |             |     |                           | Stadion: Stade Saint-Symphorien, Metz Toeschouwers: 5,220 Scheidsrechter: Nicolas Rainville |
| 31 oktober 2018 21:05 |             |     |                           | Stadion: Stade Saint-Symphorien, Metz Toeschouwers: 5,220 Scheidsrechter: Nicolas Rainville |
|                       |             |     |                           |                                                                                             |

|                       |                       |     |            |                                                                                      |
| 31 oktober 2018 21:05 | Le Havre (2)          | 2–0 | Troyes (2) | Stadion: Stade Océane, Le Havre Toeschouwers: 4,009 Scheidsrechter: Yohann Rouinsard |
| 31 oktober 2018 21:05 | Lekhal 25' Bonnet 30' |     |            | Stadion: Stade Océane, Le Havre Toeschouwers: 4,009 Scheidsrechter: Yohann Rouinsard |
| 31 oktober 2018 21:05 |                       |     |            | Stadion: Stade Océane, Le Havre Toeschouwers: 4,009 Scheidsrechter: Yohann Rouinsard |
| 31 oktober 2018 21:05 |                       |     |            | Stadion: Stade Océane, Le Havre Toeschouwers: 4,009 Scheidsrechter: Yohann Rouinsard |
|                       |                       |     |            |                                                                                      |

|                       |              |          |             |                                                                                        |
| 31 oktober 2018 21:05 | Toulouse (1) | 0–1      | Lorient (2) | Stadion: Stadium Municipal, Toulouse Toeschouwers: 8,445 Scheidsrechter: Florent Batta |
| 31 oktober 2018 21:05 |              | Bila 74' |             | Stadion: Stadium Municipal, Toulouse Toeschouwers: 8,445 Scheidsrechter: Florent Batta |
| 31 oktober 2018 21:05 |              |          |             | Stadion: Stadium Municipal, Toulouse Toeschouwers: 8,445 Scheidsrechter: Florent Batta |
| 31 oktober 2018 21:05 |              |          |             | Stadion: Stadium Municipal, Toulouse Toeschouwers: 8,445 Scheidsrechter: Florent Batta |
|                       |              |          |             |                                                                                        |

|                       |                                     |              |                                           |                                                                                       |
| 31 oktober 2018 21:05 | Guingamp (1)                        | 0–0 3–2 pen. | Angers (1)                                | Stadion: Stade du Roudourou, Guingamp Toeschouwers: 11,630 Scheidsrechter: Karim Abed |
| 31 oktober 2018 21:05 |                                     |              |                                           | Stadion: Stade du Roudourou, Guingamp Toeschouwers: 11,630 Scheidsrechter: Karim Abed |
| 31 oktober 2018 21:05 | Strafschoppen                       |              |                                           | Stadion: Stade du Roudourou, Guingamp Toeschouwers: 11,630 Scheidsrechter: Karim Abed |
| 31 oktober 2018 21:05 | Eboa Eboa Coco Ngbakoto Fofana Blas |              | Kanga Capelle Bertrand Santamaria Fulgini | Stadion: Stade du Roudourou, Guingamp Toeschouwers: 11,630 Scheidsrechter: Karim Abed |
|                       |                                     |              |                                           |                                                                                       |

|                       |                       |     |            |                                                                                      |
| 31 oktober 2018 21:05 | Dijon (1)             | 3–1 | Caen (1)   | Stadion: Stade Gaston Gérard, Dijon Toeschouwers: 10,193 Scheidsrechter: Johan Hamel |
| 31 oktober 2018 21:05 | Saïd 3', 79' Sliti 7' |     | Khaoui 50' | Stadion: Stade Gaston Gérard, Dijon Toeschouwers: 10,193 Scheidsrechter: Johan Hamel |
| 31 oktober 2018 21:05 |                       |     |            | Stadion: Stade Gaston Gérard, Dijon Toeschouwers: 10,193 Scheidsrechter: Johan Hamel |
| 31 oktober 2018 21:05 |                       |     |            | Stadion: Stade Gaston Gérard, Dijon Toeschouwers: 10,193 Scheidsrechter: Johan Hamel |
|                       |                       |     |            |                                                                                      |

|                       |                                     |              |                                         |                                                                                         |
| 31 oktober 2018 21:05 | Reims (1)                           | 1–1 2–3 pen. | Orléans (2)                             | Stadion: Stade Auguste-Delaune, Reims Toeschouwers: 5,237 Scheidsrechter: William Lavis |
| 31 oktober 2018 21:05 | Ojo 88'                             |              | Tell 61'                                | Stadion: Stade Auguste-Delaune, Reims Toeschouwers: 5,237 Scheidsrechter: William Lavis |
| 31 oktober 2018 21:05 | Strafschoppen                       |              |                                         | Stadion: Stade Auguste-Delaune, Reims Toeschouwers: 5,237 Scheidsrechter: William Lavis |
| 31 oktober 2018 21:05 | Chavarría Kamara Oudin Ojo Fontaine |              | Lecoeuche Demoncy Tell Le Tallec Cambon | Stadion: Stade Auguste-Delaune, Reims Toeschouwers: 5,237 Scheidsrechter: William Lavis |
|                       |                                     |              |                                         |                                                                                         |

|                        |                                        |              |                               |                                                                                       |
| 27 november 2018 19:00 | Nîmes (1)                              | 1–1 4–2 pen. | Saint-Étienne (1)             | Stadion: Stade des Costières, Nîmes Toeschouwers: 6,260 Scheidsrechter: Mikaël Lesage |
| 27 november 2018 19:00 | Bouanga 90'                            |              | Berić 81'                     | Stadion: Stade des Costières, Nîmes Toeschouwers: 6,260 Scheidsrechter: Mikaël Lesage |
| 27 november 2018 19:00 | Strafschoppen                          |              |                               | Stadion: Stade des Costières, Nîmes Toeschouwers: 6,260 Scheidsrechter: Mikaël Lesage |
| 27 november 2018 19:00 | Savanier Bobichon Bouanga Alioui Bozok |              | Khazri M'Vila Salibur Polomat | Stadion: Stade des Costières, Nîmes Toeschouwers: 6,260 Scheidsrechter: Mikaël Lesage |
|                        |                                        |              |                               |                                                                                       |

## Achtste finales
De wedstrijden in de achtste finales vonden plaats op 18 december en 19 december 2018.
|                        |             |     |                         |                                                                                             |
| 18 december 2018 21:00 | Orléans (2) | 1–2 | Paris Saint-Germain (1) | Stadion: Stade de la Source, Orléans Toeschouwers: 7,812 Scheidsrechter: Jérôme Miguelgorry |
| 18 december 2018 21:00 | Lopy 69'    |     | Cavani 41' Diaby 81'    | Stadion: Stade de la Source, Orléans Toeschouwers: 7,812 Scheidsrechter: Jérôme Miguelgorry |
| 18 december 2018 21:00 |             |     |                         | Stadion: Stade de la Source, Orléans Toeschouwers: 7,812 Scheidsrechter: Jérôme Miguelgorry |
| 18 december 2018 21:00 |             |     |                         | Stadion: Stade de la Source, Orléans Toeschouwers: 7,812 Scheidsrechter: Jérôme Miguelgorry |
|                        |             |     |                         |                                                                                             |

|                        |                                 |     |                                             |                                                                                     |
| 19 december 2018 18:45 | Amiens (1)                      | 2–3 | Lyon (1)                                    | Stadion: Stade de la Licorne, Amiens Toeschouwers: 7,327 Scheidsrechter: Karim Abed |
| 19 december 2018 18:45 | Denayer 70' (e.d.) Timité 90+1' |     | Dembélé 20' (pen.) Traoré 45+2' Terrier 60' | Stadion: Stade de la Licorne, Amiens Toeschouwers: 7,327 Scheidsrechter: Karim Abed |
| 19 december 2018 18:45 |                                 |     |                                             | Stadion: Stade de la Licorne, Amiens Toeschouwers: 7,327 Scheidsrechter: Karim Abed |
| 19 december 2018 18:45 |                                 |     |                                             | Stadion: Stade de la Licorne, Amiens Toeschouwers: 7,327 Scheidsrechter: Karim Abed |
|                        |                                 |     |                                             |                                                                                     |

|                        |                               |              |                                  |                                                                                      |
| 19 December 2018 21:05 | Marseille (1)                 | 1–1 2–4 pen. | Strasbourg (1)                   | Stadion: Stade Vélodrome, Marseille Toeschouwers: 8,200 Scheidsrechter: Ruddy Buquet |
| 19 December 2018 21:05 | Luiz Gustavo 80'              |              | Martin 18' (pen.)                | Stadion: Stade Vélodrome, Marseille Toeschouwers: 8,200 Scheidsrechter: Ruddy Buquet |
| 19 December 2018 21:05 | Strafschoppen                 |              |                                  | Stadion: Stade Vélodrome, Marseille Toeschouwers: 8,200 Scheidsrechter: Ruddy Buquet |
| 19 December 2018 21:05 | Lopez Payet Luiz Gustavo Rami |              | Liénard Thomasson Mothiba Martin | Stadion: Stade Vélodrome, Marseille Toeschouwers: 8,200 Scheidsrechter: Ruddy Buquet |
|                        |                               |              |                                  |                                                                                      |

|                        |                                |              |                          |                                                                                   |
| 19 december 2018 21:05 | Nice (1)                       | 0–0 1–3 pen. | Guingamp (1)             | Stadion: Allianz Riviera, Nice Toeschouwers: 12,714 Scheidsrechter: Mikael Lesage |
| 19 december 2018 21:05 |                                |              |                          | Stadion: Allianz Riviera, Nice Toeschouwers: 12,714 Scheidsrechter: Mikael Lesage |
| 19 december 2018 21:05 | Strafschoppen                  |              |                          | Stadion: Allianz Riviera, Nice Toeschouwers: 12,714 Scheidsrechter: Mikael Lesage |
| 19 december 2018 21:05 | Lees-Melou Dante Walter Jallet |              | Mendy Eboa Eboa Ngbakoto | Stadion: Allianz Riviera, Nice Toeschouwers: 12,714 Scheidsrechter: Mikael Lesage |
|                        |                                |              |                          |                                                                                   |

|                        |              |     |             |                                                                                   |
| 19 december 2018 21:05 | Monaco (1)   | 1–0 | Lorient (2) | Stadion: Stade Louis II, Monaco Toeschouwers: 6,068 Scheidsrechter: Benoît Millot |
| 19 december 2018 21:05 | Biancone 70' |     |             | Stadion: Stade Louis II, Monaco Toeschouwers: 6,068 Scheidsrechter: Benoît Millot |
| 19 december 2018 21:05 |              |     |             | Stadion: Stade Louis II, Monaco Toeschouwers: 6,068 Scheidsrechter: Benoît Millot |
| 19 december 2018 21:05 |              |     |             | Stadion: Stade Louis II, Monaco Toeschouwers: 6,068 Scheidsrechter: Benoît Millot |
|                        |              |     |             |                                                                                   |

|                        |                        |     |            |                                                                                   |
| 19 december 2018 21:05 | Rennes (1)             | 2–1 | Nantes (1) | Stadion: Roazhon Park, Rennes Toeschouwers: 19,435 Scheidsrechter: Benoît Bastien |
| 19 december 2018 21:05 | Mexer 60' Da Silva 89' |     | Waris 49'  | Stadion: Roazhon Park, Rennes Toeschouwers: 19,435 Scheidsrechter: Benoît Bastien |
| 19 december 2018 21:05 |                        |     |            | Stadion: Roazhon Park, Rennes Toeschouwers: 19,435 Scheidsrechter: Benoît Bastien |
| 19 december 2018 21:05 |                        |     |            | Stadion: Roazhon Park, Rennes Toeschouwers: 19,435 Scheidsrechter: Benoît Bastien |
|                        |                        |     |            |                                                                                   |

|                        |           |           |              |                                                                                       |
| 19 december 2018 21:05 | Dijon (1) | 0–1       | Bordeaux (1) | Stadion: Stade Gaston Gérard, Dijon Toeschouwers: 4,661 Scheidsrechter: Florent Batta |
| 19 december 2018 21:05 |           | Bašić 66' |              | Stadion: Stade Gaston Gérard, Dijon Toeschouwers: 4,661 Scheidsrechter: Florent Batta |
| 19 december 2018 21:05 |           |           |              | Stadion: Stade Gaston Gérard, Dijon Toeschouwers: 4,661 Scheidsrechter: Florent Batta |
| 19 december 2018 21:05 |           |           |              | Stadion: Stade Gaston Gérard, Dijon Toeschouwers: 4,661 Scheidsrechter: Florent Batta |
|                        |           |           |              |                                                                                       |

|                        |                         |     |              |                                                                                       |
| 19 december 2018 21:05 | Le Havre (2)            | 2–1 | Nîmes (1)    | Stadion: Stade Océane, Le Havre Toeschouwers: 6,150 Scheidsrechter: François Letexier |
| 19 december 2018 21:05 | Kadewere 33' Bonnet 58' |     | Bobichon 38' | Stadion: Stade Océane, Le Havre Toeschouwers: 6,150 Scheidsrechter: François Letexier |
| 19 december 2018 21:05 |                         |     |              | Stadion: Stade Océane, Le Havre Toeschouwers: 6,150 Scheidsrechter: François Letexier |
| 19 december 2018 21:05 |                         |     |              | Stadion: Stade Océane, Le Havre Toeschouwers: 6,150 Scheidsrechter: François Letexier |
|                        |                         |     |              |                                                                                       |

## Kwartfinales
De wedstrijden in de kwartfinales vonden plaats op 8 en 9 januari 2019.
|                      |            |     |                             |                                                                                            |
| 8 januari 2019 21:00 | Lyon (1)   | 1–2 | Strasbourg (1)              | Stadion: Parc Olympique Lyonnais, Lyon Toeschouwers: 21,721 Scheidsrechter: Clément Turpin |
| 8 januari 2019 21:00 | Traoré 49' |     | Ajorque 26' (pen.) Koné 52' | Stadion: Parc Olympique Lyonnais, Lyon Toeschouwers: 21,721 Scheidsrechter: Clément Turpin |
| 8 januari 2019 21:00 |            |     |                             | Stadion: Parc Olympique Lyonnais, Lyon Toeschouwers: 21,721 Scheidsrechter: Clément Turpin |
| 8 januari 2019 21:00 |            |     |                             | Stadion: Parc Olympique Lyonnais, Lyon Toeschouwers: 21,721 Scheidsrechter: Clément Turpin |
|                      |            |     |                             |                                                                                            |

|                      |                                                                                          |              |                                                                                   |                                                                                    |
| 9 januari 2019 18:45 | Monaco (1)                                                                               | 1–1 8–7 pen. | Rennes (1)                                                                        | Stadion: Stade Louis II, Monaco Toeschouwers: 6,022 Scheidsrechter: Amaury Delerue |
| 9 januari 2019 18:45 | Lopes 54'                                                                                |              | Bourigeaud 30'                                                                    | Stadion: Stade Louis II, Monaco Toeschouwers: 6,022 Scheidsrechter: Amaury Delerue |
| 9 januari 2019 18:45 | Strafschoppen                                                                            |              |                                                                                   | Stadion: Stade Louis II, Monaco Toeschouwers: 6,022 Scheidsrechter: Amaury Delerue |
| 9 januari 2019 18:45 | Pelé Tielemans Aït Bennasser Isidor Glik Naldo Diop Lopes Serrano Henrichs L. Badiashile |              | Niang Grenier Ben Arfa André Zeffane Da Silva Sarr Bourigeaud Mexer Traoré Koubek | Stadion: Stade Louis II, Monaco Toeschouwers: 6,022 Scheidsrechter: Amaury Delerue |
|                      |                                                                                          |              |                                                                                   |                                                                                    |

|                      |                         |     |                                         |                                                                                       |
| 9 januari 2019 21:05 | Paris Saint-Germain (1) | 1–2 | Guingamp (1)                            | Stadion: Parc des Princes, Parijs Toeschouwers: 47,576 Scheidsrechter: Benoît Bastien |
| 9 januari 2019 21:05 | Neymar 63'              |     | Ngbakoto 83' (pen.) Thuram 90+2' (pen.) | Stadion: Parc des Princes, Parijs Toeschouwers: 47,576 Scheidsrechter: Benoît Bastien |
| 9 januari 2019 21:05 |                         |     |                                         | Stadion: Parc des Princes, Parijs Toeschouwers: 47,576 Scheidsrechter: Benoît Bastien |
| 9 januari 2019 21:05 |                         |     |                                         | Stadion: Parc des Princes, Parijs Toeschouwers: 47,576 Scheidsrechter: Benoît Bastien |
|                      |                         |     |                                         |                                                                                       |

|                      |              |     |              |                                                                                       |
| 9 januari 2019 21:05 | Bordeaux (1) | 1–0 | Le Havre (2) | Stadion: Matmut Atlantique, Bordeaux Toeschouwers: 7,600 Scheidsrechter: Ruddy Buquet |
| 9 januari 2019 21:05 | Kalu 70'     |     |              | Stadion: Matmut Atlantique, Bordeaux Toeschouwers: 7,600 Scheidsrechter: Ruddy Buquet |
| 9 januari 2019 21:05 |              |     |              | Stadion: Matmut Atlantique, Bordeaux Toeschouwers: 7,600 Scheidsrechter: Ruddy Buquet |
| 9 januari 2019 21:05 |              |     |              | Stadion: Matmut Atlantique, Bordeaux Toeschouwers: 7,600 Scheidsrechter: Ruddy Buquet |
|                      |              |     |              |                                                                                       |

## Halve finales
De wedstrijden in de halve finales vonden plaats op 29 en 30 januari 2019.
|                       |                                                  |              |                                                         |                                                                                           |
| 29 januari 2019 21:05 | Guingamp (1)                                     | 2–2 5–4 pen. | Monaco (1)                                              | Stadion: Stade du Roudourou, Guingamp Toeschouwers: 11,216 Scheidsrechter: Jérôme Brisard |
| 29 januari 2019 21:05 | Mendy 46' Thuram 55'                             |              | Lopes 18' Golovin 24'                                   | Stadion: Stade du Roudourou, Guingamp Toeschouwers: 11,216 Scheidsrechter: Jérôme Brisard |
| 29 januari 2019 21:05 | Strafschoppen                                    |              |                                                         | Stadion: Stade du Roudourou, Guingamp Toeschouwers: 11,216 Scheidsrechter: Jérôme Brisard |
| 29 januari 2019 21:05 | Rodelin Roux Eboa Eboa Rebocho Thuram Phiri Coco |              | Fàbregas Ballo-Touré Jemerson Henrichs Glik Sidibé Diop | Stadion: Stade du Roudourou, Guingamp Toeschouwers: 11,216 Scheidsrechter: Jérôme Brisard |
|                       |                                                  |              |                                                         |                                                                                           |

|                       |                              |     |                         |                                                                                             |
| 30 januari 2019 18:45 | Strasbourg (1)               | 3–2 | Bordeaux (1)            | Stadion: Stade de la Meinau, Strasbourg Toeschouwers: 25,090 Scheidsrechter: Antony Gautier |
| 30 januari 2019 18:45 | Ajorque 49' Mothiba 55', 60' |     | Sankharé 14' Briand 82' | Stadion: Stade de la Meinau, Strasbourg Toeschouwers: 25,090 Scheidsrechter: Antony Gautier |
| 30 januari 2019 18:45 |                              |     |                         | Stadion: Stade de la Meinau, Strasbourg Toeschouwers: 25,090 Scheidsrechter: Antony Gautier |
| 30 januari 2019 18:45 |                              |     |                         | Stadion: Stade de la Meinau, Strasbourg Toeschouwers: 25,090 Scheidsrechter: Antony Gautier |
|                       |                              |     |                         |                                                                                             |

## Finale
De finale vond plaats op 30 maart 2019.
|                     |                                |                     |                     | |
| 30 maart 2019 21:05 | Strasbourg                     | 0–0 (n.v.) 4–1 pen. | Guingamp            | Stadion: Stade Pierre-Mauroy, Villeneuve-d'Ascq Toeschouwers: 49,161 Scheidsrechter: Benoît Millot |
| 30 maart 2019 21:05 |                                |                     |                     | Stadion: Stade Pierre-Mauroy, Villeneuve-d'Ascq Toeschouwers: 49,161 Scheidsrechter: Benoît Millot |
| 30 maart 2019 21:05 | Strafschoppen                  |                     |                     | Stadion: Stade Pierre-Mauroy, Villeneuve-d'Ascq Toeschouwers: 49,161 Scheidsrechter: Benoît Millot |
| 30 maart 2019 21:05 | Prcić Thomasson Liénard Carole |                     | Mendy Didot Rodelin | Stadion: Stade Pierre-Mauroy, Villeneuve-d'Ascq Toeschouwers: 49,161 Scheidsrechter: Benoît Millot |
|                     |                                |                     |                     | |